# Patricio Castañeda
Patricio Sebastián Castañeda Muñoz (* 2. Februar 1986 in Santiago) ist ein ehemaliger chilenischer Fußballspieler auf der Position eines Abwehrspielers. 

## Karriere
Patricio Castañeda spielte in der Jugendabteilung des CD Cobreloa und wurde 2004 im Alter von 18 Jahren in die Profimannschaft aufgenommen. Sein Debüt in der ersten Liga gab er im Jahr 2005 gegen den CD Palestino. Im Jahr 2006 spielte er für die Zweitmannschaft von Cobreloa in der dritten chilenischen Liga in der Zone Nord. Im Jahr 2011 wechselte er zu Deportes Antofagasta, wo er die Meisterschaft der Primera B gewann.

## Erfolge
Cobreloa
- Chilenischer Meister: 2004-C